# Карванен, Даниил Алексеевич
Даниил Алексеевич Карванен (род. 29 мая 1998, Санкт-Петербург, Россия) — российский баскетболист, играющий на позиции тяжёлого форварда.

## Карьера
Воспитанник СДЮСШОР №1 Адмиралтейского района. В сезоне 2016/2017 принял участие в двух матчах дивизиона «Санкт-Петербург» чемпионата АСБ за СПбГУПТД, в которых набирал 16,0 очков, 7,5 подбора и 2,5 перехвата в среднем за игру.
7 декабря 2016 года дебютировал на профессиональном уровне за основную команду «Зенита». В игре Еврокубка против «Будучности» (97:95) провёл на площадке 16 секунд и результативными действиями не отметился.
С 2017 года выступал за петербургский «Спартак». За 1,5 сезона Даниил принял участие в 47 матчах, в которых набирал 6,9 очка, 2,4 подбора, 0,6 передачи и 0,6 перехвата в среднем за игру.
В январе 2019 года перешёл в «Университет-Югру».
В сезоне 2019/2020 вернулся в систему «Зенита» и выступал за «Зенит-2» в Суперлиге-2.
В сентябре 2020 года стал игроком «Востока-65».

## Сборная России
В мае 2018 года Карванен был включён в состав сборной команды «Россия-2» для участия в Международном студенческом баскетбольном кубке.
В июле 2018 года в составе молодёжной сборной России (до 20 лет) принял участие в чемпионате Европы в дивизионе В. В матче за 3 место сборная России уступила Латвии (62:76).

## Достижения
- Серебряный призёр Кубка России: 2020/2021